# Galgenkrieg
Als Galgenkrieg wird ein unblutiger Konflikt zwischen den eidgenössischen Ständen Basel und Solothurn in den Jahren 1531 und 1532 bezeichnet, bei dem es vordergründig um gerichtsherrliche Zuständigkeiten ging. Im Hintergrund der Auseinandersetzung standen aber konfessionelle Gegensätze und territoriale Rivalitäten.
Seitdem Basel von der ersten Hälfte des 15. Jahrhunderts an Gebiete im Sisgau erwarb und Solothurn es ihm von der zweiten Hälfte an gleichtat, standen die zwei Kantone in einem feindseligen Verhältnis. Durch das Aussterben des Adelshauses Thierstein-Pfeffingen 1519 wurde ein Erbschaftsstreit akut, bei dem sich Solothurn und das Fürstbistum Basel 1522 gemeinsam gegen Basel durchsetzten. Solothurn konnte die bereits 1485 gekaufte Burg Dorneck mit Hinterland auf dem Sisgauer Gempenplateau erweitern. Dort richtete es ab 1502 die Landvogtei Dorneck ein. Allerdings hatte Basel 1461/1510 die Sisgauer Landgrafschaftsrechte erworben und verstand sich als oberster Gerichtsherr über weite Teile des ihm nahegelegenen Juranordfusses, so auch des Gempenplateaus. Damit überkreuzten sich Solothurner und Basler Herrschaftsansprüche im selben Gebiet. Der Antagonismus erhielt eine verschärfende konfessionelle Komponente, als Basel sich 1529 reformierte, während Solothurn katholisch blieb.
Der Streit über die Zuständigkeit in einem Mordfall liess den schwelenden Konflikt im Februar 1531 entflammen. Basel forderte für sich die Hochgerichtsbarkeit über die Solothurner Gemeinden Dornach, Hochwald, Büren, Nuglar-St. Pantaleon, Seewen und Gempen. Dagegen liess Solothurn in Gempen demonstrativ einen Galgen errichten, um seine Autorität zu bekräftigen. Nachdem Basel diesen Galgen hatte abbrechen lassen, reagierte Solothurn mit einem militärischen Aufgebot. Zu diesem Zeitpunkt griff die Eidgenossenschaft als Vermittlerin zwischen den zwei verfeindeten Ständen ein. Mit katholischer Mehrheit gab ein Schiedsspruch vom 27. Juli 1531 Solothurn Recht. Allein im östlichen Teil der Gemeinde Nunningen verblieb Basel das Hochgericht (bis 1665). Mit dem definitiven Vertrag vom 13. Dezember 1532 wurde die Grenze der Landgrafschaft auf eine Linie verlegt, die heute noch die Kantone Solothurn und Baselland trennt.